# Tepetongo (Michoacán)
Tepetongo es una localidad del estado mexicano de Michoacán. Es parte del municipio de Contepec.

## Toponimia
El nombre «Tepetongo» proviene de los términos en náhuatl: tepetl, cerro; tontli, diminutivo; co, locativo. Su significado es «En el cerrito».

## Demografía
| Gráfica de evolución demográfica |
|                                  |

| Censo | Población |
| ----- | --------- |
| 1900  | 313       |
| 1910  | 616       |
| 1921  | 591       |
| 1930  | 395       |
| 1940  | 390       |
| 1950  | 746       |
| 1960  | 640       |
| 1970  | 845       |
| 1980  | 202       |
| 1990  | 891       |
| 2000  | 1 122     |
| 2010  | 1 426     |
| 2020  | 1 557     |